# Mazamni
Mazamni es una comuna rural de Níger perteneciente al departamento de Damagaram Takaya en la región de Zinder. En 2012 tenía una población de 22 183 habitantes, de los cuales 11 142 eran hombres y 11 041 eran mujeres.
El pueblo se desarrolló como pequeño núcleo comercial a principios del siglo XX, cuando los colonos franceses establecieron aquí un cantón y un pequeño mercado. El cantón se disolvió en 1932 y se integró en Guidimouni, pero la localidad conservó el mercado y un tamaño mayor que los pueblos de los alrededores, lo que le permitió recuperar su autogobierno local en 2002. La economía de la comuna es la agropastoral propia de esta zona del Sahel.
La localidad se ubica unos 30 km al este de la capital regional Zinder y unos 20 km al suroeste de Damagaram Takaya.